# Stanisław Dulewicz
Stanisław Dulewicz (ur. 24 kwietnia 1893 w Słomnikach, zm. 13 września 1963) – polski nauczyciel, działacz polityczny i niepodległościowy, pierwszy polski burmistrz Darłowa po II wojnie światowej (od maja 1945 do 1 stycznia 1947).

## Młodość
Urodził się 24 kwietnia 1893 w Słomnikach jako syn Antoniego i Elżbiety z domu Mrożkiewicz. Po ukończeniu szkoły powszechnej w Słomnikach uczęszczał w latach 1903–1908 do Gimnazjum Księży Misjonarzy w Krakowie. Następnie przeniósł się do Kalisza, gdzie zdał maturę w 1912 w Klasycznym Gimnazjum Męskim.

## Aktywność zawodowa
Od czerwca 1912 pracował jako nauczyciel w majątkach prywatnych w Działoszycach i w Skalbmierzu w woj. kieleckim. W 1917 został członkiem Polskiej Organizacji Wojskowej i ukończył w Kielcach konspiracyjną szkołę podchorążych POW i, równolegle z pracą zawodową, prowadził niepodległościową pracę oświatową z dorosłymi i harcerzami. Aby uniknąć aresztowania za udział w starciu z żandarmerią austriacką, przeniósł się do Pilicy, gdzie uczył w Progimnazjum Ogólnokształcąco-Koedukacyjnym. W 1920, po likwidacji pilickiej szkoły, zapisał się na wydział filozoficzny Uniwersytetu Poznańskiego, skąd przeniósł się do Lublina na tworzący się Katolicki Uniwersytet Lubelski na wydział prawa i nauk ekonomicznych. W 1920 na ochotnika wstąpił do Wojska Polskiego i wziął udział w wojnie w zapasowym szwadronie medyków 1. Pułku Ułanów Krechowickich z Tarnowa.

## Okres międzywojenny
Po wojnie wrócił do Lublina, gdzie uczył łaciny, języka polskiego, przyrody, historii i matematyki w gimnazjach żeńskich: Sobolewskiej, Sióstr Urszulanek, Radzikowskiej oraz w Szkole Rzemieślniczej. Dodatkowo, w latach 1924–1929, uczył wieczorowo historii na Wojskowych Kursach Maturalnych. Od 1 sierpnia 1928 został zatrudniony jako nauczyciel łaciny w Szkole Lubelskiej przemianowanej w 1934 na Prywatne Męskie Gimnazjum im. Stefana Batorego. Nadmiar obowiązków spowodował przerwanie studiów na KUL-u i przystąpienie do egzaminu nauczycielskiego przed Komisją Egzaminacyjną w Warszawie. Dyplom nauczyciela szkół średnich uzyskał 13 marca 1931. W Lublinie udzielał się w Towarzystwie Nauczycieli Szkół Średnich i Wyższych, gdzie był sekretarzem zarządu okręgu lubelskiego, w Towarzystwie Pomocy Polonii Zagranicznej gdzie również był sekretarzem. Był prezesem Szkolnych Kół PCK. Dodatkowo, jako prelegent Polskiego Związku Zachodniego prowadził wykłady w miejscowościach województw lubelskiego i wołyńskiego. W latach 30. był prezesem Towarzystwa Miłośników Ogrodnictwa w Lublinie oraz członkiem rady Miłośników Ogródków Działkowych w Warszawie. W latach 1938–1939 był przewodniczącym komisji odczytowej Związku Pracy Kulturalnej na okręg lubelski. Był również sekretarzem Diecezjalnego Komitetu Lubelskiego. Za pracę pedagogiczną i działalność niepodległościową został uhonorowany w 1936 Srebrnym Krzyżem Zasługi, a następnie Krzyżem Polskiej Organizacji Wojskowej i Medalem Niepodległości. Otrzymał również Honorową Odznakę PCK. W roku szkolnym 1938/39 uczył w gimnazjum w Radziejowie Kujawskim i podpisał kontrakt na naukę łaciny w Gimnazjum i Liceum im. Marszałka Piłsudskiego w Łodzi. Pracy tej nie podjął ze względu na wybuch wojny.

## II wojna światowa
Zatrudnił się w sklepie Volksdeutscha jako księgowy. W 1940 zmarła mu żona Maria z domu Pławińska. Wraz z córką Anną prowadził tajne nauczanie. 12 czerwca 1944 wraz z dwiema córkami Anną i Marią–Weroniką oraz synem Andrzejem został aresztowany i wywieziony do obozu przejściowego w Poznaniu, skąd trafiają do obozu w Pile. Chory na czerwonkę, dzięki znajomości języka niemieckiego, został z dziećmi wywieziony na przymusowe roboty do Darłowa. W Rügenwalde na rynku rozdzielono rodzinę. Osłabiony obozem i przebytą chorobą S. Dulewicz nie mógł wykonywać ciężkich prac i dlatego bauer przekazał go do Arbeitsamtu, skąd przydzielono go do gospodarstwa obejmującego rozległe ogrody warzywne i sady owocowe. Na początku marca 1945 odnalazł swoje dzieci. W nocy z 6 na 7 marca 1945 z Darłowa zostały wyparte oddziały niemieckie.

## Praca w powojennym Darłowie
Dulewicz oprócz łaciny, francuskiego i greki znał język rosyjski oraz niemiecki, został więc tłumaczem przy Komendanturze Wojennej. Obowiązki pierwszego burmistrza Józef Czarnecki – starosta sławieński – powierzył 10 czerwca 1945 Stanisławowi Dulewiczowi. Dulewicz był także tłumaczem z łaciny na polski ewangelii, jaką wygłaszał w kościele Św. Gertrudy zaprzyjaźniony z nim ksiądz Krauze. Władze powiatowe namawiały burmistrza Darłowa do wstąpienia do partii. Dlatego S. Dulewicz wstąpił do PPS. Dulewicz został wybrany pierwszym przewodniczącym Komitetu Miejskiego PPS i funkcję tę pełnił aż do połączenia PPS i PPR. W sierpniu 1945 został członkiem i prezesem Spółki Rybackiej, która prowadziła połowy sześcioma łodziami na jeziorach Kopań i Wicko. Gdy Darłowo przystąpiło do Związku Gospodarczego Miast Morskich, Stanisław Dulewicz został członkiem rady tego stowarzyszenia zwanego Hanzą miast polskich. Na posiedzeniu, które odbyło się 13–15 maja 1946, wybrano go burmistrzem. Na początku sierpnia delegacja miasta z burmistrzem na czele przebywała w Gdańsku u Delegata Rządu RP ds. Wybrzeża w celu uzyskania pożyczki na rozwój miasta. Uzyskano pożyczkę 2 miliony zł., dzięki której udało się uruchomić m.in.: szpital, stocznię, transport kolejowy i nieco później port. Burmistrz utworzył gospodarstwo miejskie, liczące 80 krów i ponad 60 koni. Zasługą pierwszego włodarza miasta jest również namówienie franciszkanina o. Damiana Tynieckiego do objęcia probostwa w kościele Mariackim. W kwietniu 1947 został wybrany wiceprzewodniczącym rady nadzorczej Gminnej Spółdzielni Samopomoc Chłopska w Darłowie. Chociaż rządził niecałe dwa lata, ma dla miasta wielkie zasługi. Za jego kadencji odbudowano linię linię kolejową Darłowo–Sławno, utworzono Bank Ludowy, w którym został przewodniczącym Rady Nadzorczej, i założono spółdzielnię rybacką. Przyczynił się też do założenia w Darłowie Domu Dziecka. Utworzył Towarzystwo Ogródków Działkowych. Był nie tylko energicznym gospodarzem miasta, ale również działaczem Polskiej Partii Socjalistycznej, która w Darłowie zdystansowała komunistyczną PPR. Po sfałszowanym referendum 30 czerwca 1946 represje spotykają nie tylko opozycyjny PSL, ale wkrótce także dotychczasowych sojuszników PPS. Z końcem 1946 z przyczyn politycznych złożył rezygnację. We wniosku złożonym do starosty tłumaczył się jednak nadmiernym obciążeniem pracami w szkolnictwie, w PPS, w Związku Gospodarczym Miast Morskich oraz sprawami osobistymi. Uroczyste pożegnanie I burmistrza odbyło się w sali gimnastycznej 28 grudnia 1946.
W latach 1949–1953 pracował jako nauczyciel w Darłowie i w Sławnie. 
Zmarł w wieku 70 lat 13 września 1963 r.

## Ordery i odznaczenia
- Złoty Krzyż Zasługi (22 listopada 1958)
- Medal Niepodleglości (25 lutego 1932)[1]
- Srebrny Krzyż Zasługi (11 listopada 1936)[2]
- Honorowa Odznaka PCK
- Krzyż Polskiej Organizacji Wojskowej

## Upamiętnienie

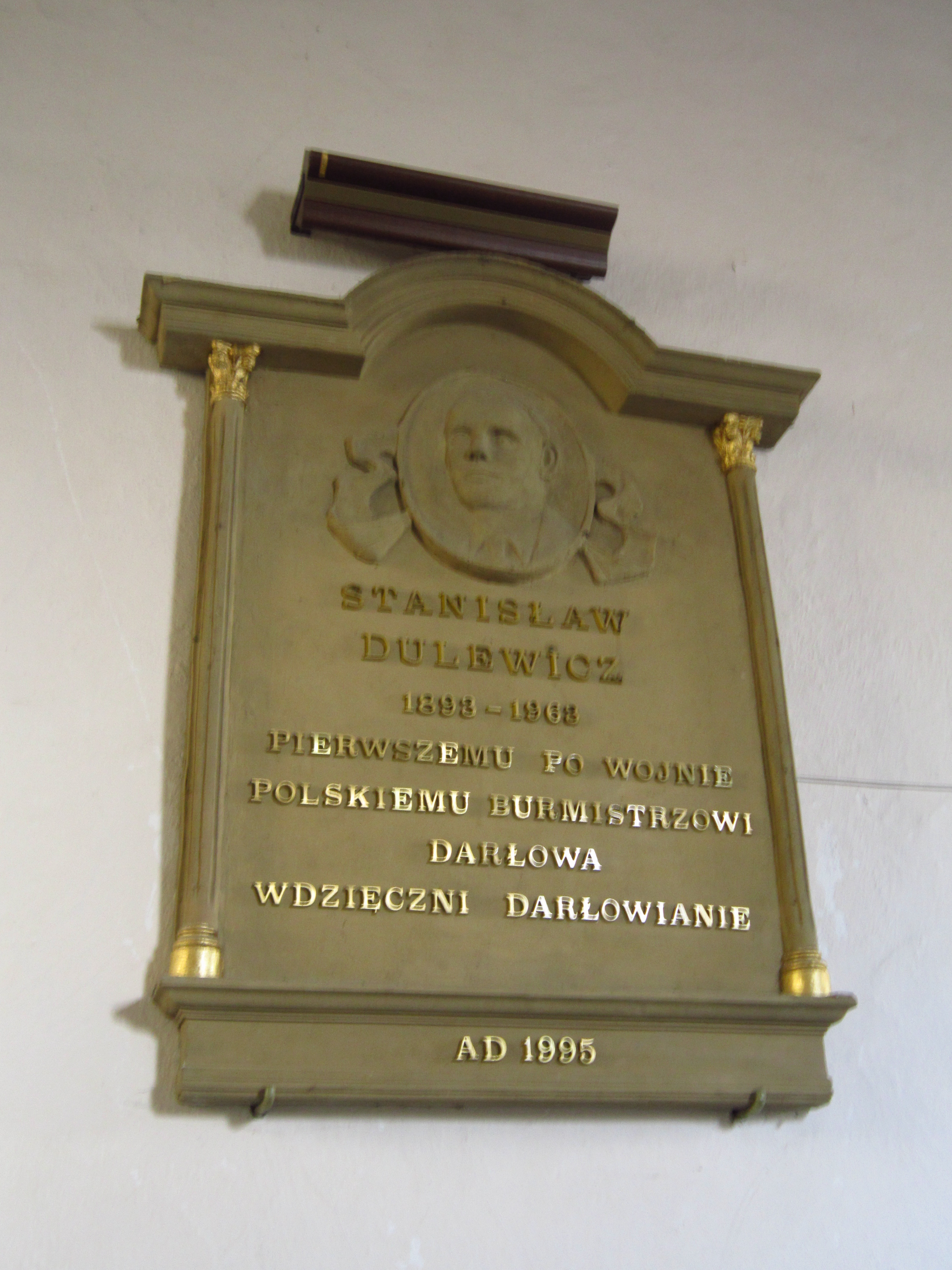
Tablica w kościele Matki Boskiej Częstochowskiej w Darłowie

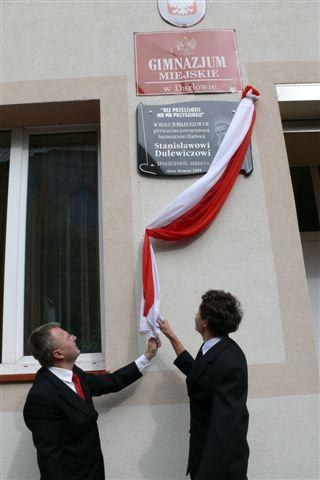
Odsłonięcie tablicy pamiątkowej na budynku Miejskiego Gimnazjum im. Stanisława Dulewicza w Darłowie

Doceniając zasługi pierwszego burmistrza Miejska Rada Narodowa 30 czerwca 1981 nazwała jego imieniem ulicę. Rada Miejska w Darłowie uchwałą z dnia 22 lutego 1997 przyznała mu pośmiertnie medal „Zasłużony dla miasta Darłowo”.
Za zasługi głównie na polu oświatowym Miejskie Gimnazjum w Darłowie na swoje dziesięciolecie przyjęło imię Stanisława Dulewicza. Tablicę pamiątkową na budynku gimnazjum została odsłonięta 8 października 2009. Umieszczono na niej słowa, które często powtarzał patron szkoły: „Bez przeszłości nie ma przyszłości”. Na budynku gdzie w latach 1945–1963 mieszkał pierwszy powojenny burmistrz Darłowa została odsłonięta pamiątkowa tablica ufundowana przez samorząd.